# Pelbart von Temeswar
Pelbart von Temeswar (lat. Pelbartus Ladislai de Temesvar, ung. Temesvári Pelbárt, rum. Pelbartus de Timișoara) (* um 1435 in Temesvár; † 22. Januar 1504 in Buda) war ein Franziskaner, Prediger und Autor von umfangreichen Bibelkommentaren und Predigtsammlungen im spätmittelalterlichen Königreich Ungarn. Er schrieb, wie in Klöstern und unter Gelehrten üblich, in lateinischer Sprache, seine ab 1498 in rasch folgenden Auflagen gedruckten Werke waren in Ungarn und europaweit bekannt. Die auch nach seinem Tod weiter in Latein und auch in ungarischer Übersetzung erschienenen zahlreichen Ausgaben seiner Werke zählten dann lange Zeit zu den „Klassikern“ der Predigtliteratur. Pelbarts Schriften sind heute noch eine wissenschaftlich bedeutende Quelle zur ungarischen Literatur des Spätmittelalters.

## Leben
Pelbart wurde um 1435 in Temesvár geboren, das damals zum Königreich Ungarn gehörte. Er schrieb sich als Pelbartus Ladislai de Temesvar 1458 an der Universität Krakau ein und legte dort 1463 die Theologieprüfung ab. Nach weiteren Studien wurde er Magister der Theologie und verließ dann wohl 1471 Krakau. Er wird 1483 in Urkunden des Franziskanerkonvents in Buda, der Hauptstadt des Königreichs, erwähnt, wo er die Sentenzen des Petrus Lombardus und Exegese des Alten und Neuen Testamentes unterrichtete. In diesem Jahr begann auch die Veröffentlichung seiner Predigten in Latein und in seinem ersten Werk Stellarium coronae Mariae Virginis legte er in Predigten zu Marienfesten in zwölf Büchern mit insgesamt ca. 300 Predigten unter anderem auch die Zahlensymbolik der Offenbarung des Johannes aus. Weiter schrieb er einen Psalmenkommentar sowie die umfangreichen Sermones mit mehr als 500 weiteren Predigten. Seine Arbeiten waren sehr bekannt und wurden ab 1498 in rascher Folge in jeweils mehreren Auflagen als Inkunabeln vor zuerst allem in Haguenau im Elsass gedruckt.
Pelbart verstarb 1504 in Buda. Aureum sacrae theologiae rosarium, sein letztes Werk, wurde von seinem Schüler Oswald von Lasko vollendet. Ins Ungarische übertragene Ausgaben von Pelbatts Werken wurden ab 1510 veröffentlicht. Es ist anzunehmen, dass auch Pelbarts Muttersprache Ungarisch war, da sich in seinen lateinischen Werken häufiger Stellen finden, deren Konstruktion auf das Ungarische zurückgeführt werden kann. Der Name seines Vaters könnte Ladislaus gewesen sein. Pelbarts genaue Lebensdaten und zu ihm zu findende Urkundeneinträge lassen sich jedoch nicht zweifelsfrei interpretieren.

## Stil und Bedeutung
Pelbart schrieb lebhafte und anschauliche Texte, die mit zahlreichen Zitaten aus der Bibel und antiker Literatur ihre scholastischen Aussagen unterstreichen. In die Texte sind aber auch Legenden und Überlieferung aus dem ungarischen Volkstum sowie lehrreiche Kurzgeschichten einbezogen. Des Weiteren gibt Pelbart seiner Leserschaft Hinweise zum Aufbau und Vortrag einer fesselnden Predigt, wobei er auch auf die Notwendigkeit hinweist, beim Vortrag auf Vorkenntnisse der Hörer zu achten und angemessen einfache und kurze Beispiele zu wählen. Er belegt seine rhetorischen Vorschläge mit Hinweisen auf vergleichbare Anweisungen antiker Schriftsteller wie Cicero. Pelbart macht diese Hinweise auf die Antike hauptsächlich noch in mittelalterlicher Denkweise. auch findet sich bei ihm eine bildhaften Sprache und Volksnähe, die Mitglieder seines Ordens damals oft auszeichnete und populär machte. Dennoch ist auch bei Pelbart schon ansatzweise das Denken des Renaissance-Humanismus zu erkennen. Auch ist Pelbarts Werk und die Verbreitung in Druckform ein Beispiel dafür, dass zur Zeit Pelbarts unter dem Einfluss der ungarischen Königin Beatrix von Aragón in Ungarn ein Zentrum der Renaissance entstehen und sich Gedanken der neuen Epoche verbreiten konnten. Die europaweite Bedeutung von Pelbarts Werke wurde dann zuerst von ausländischen Verlegern erkannt und ihr Druck wegen fehlender Kapazität in Ungarn dann auch im Ausland ausgeführt.
Pelbarts Werk beeinflusste andere unmittelbar nachfolgende ungarisch schreibende Autoren, die manchmal Teile daraus übernahmen; Pelbarts Werke blieben weit bekannt. Noch Anfang des 17. Jahrhunderts hob der ungarische Historiker Miklós Istvanffy Pelbart als bedeutenden Gelehrten und Schriftsteller hervor. Sowohl die lateinischen wie auch die ab 1510 gedruckten ungarischen Übersetzungen der Werke machen Pelbart noch heute zu einem bedeutenden Vertreter der ungarischen Literatur des Spätmittelalters.

## Werke
- Stellarium coronae beatae Mariae virginis (Predigttexte zu Marienfesten)
  - Stellarium coronae beatae Mariae virginis. Hagenau 1498 (Digitalisierte Ausgabe der Universitäts- und Landesbibliothek Düsseldorf)
  - Stellarium coronae beatae Mariae virginis. Hagenau  1502 (Digitalisat)
- Expositio Psalmorum (Psalmenkommentar)
  - Expositio compendiosa et mysticum complectens libri Psalmorum, Strasbourg, 1487, Hagenau 1504 und 1513
- Sermones (Predigtsammlung)
  - Sermones Pomerii de tempore I. (Pars hiemalis). Hagenau 1498
  - Sermones Pomerii de tempore II. (Pars Paschalis). Hagenau 1498
  - Sermones Pomerii de sanctis I. (Pars hiemalis). Hagenau 1499
  - Sermones Pomerii de sanctis II. (Pars aestivalis). Hagenau 1499
  - Sermones Pomerii quadragesimales (de vitiis). Hagenau 1499
  - Sermones Pomerii quadragesimales (de praeceptis Decalogi). Hagenau 1499
    - Den Erstdrucken der Sermones in Hagenau folgten bald zahlreiche weitere Neuauflagen und Neuausgaben an anderen Orten

- Aureum sacrae theologiae rosarium iuxta quattuor sententiarum libros
  - Aureum sacrae rosarium theologiae (Buch 1). Hagenau 1503
  - Secundus liber rosarii theologiae. Hagenau 1504
  - Tertius liber rosarii theologiae. Hagenau 1507
  - Quartus liber rosarii aurei. Hagenau 1508 (mit Osualdus de Lasko)
    - Den Erstdrucken der Aureum sacrae theologiae rosarium folgten weitere Ausgaben unter anderem in Venedig 1586 und 1589